# (7138) 1994 AK15
1994 أي كي 15 (ويعرف أيضًا باسم (7138) 1994 أي كي 15 وفق تسمية الكوكب الصغير) (بالإنجليزية: 1994 AK15)‏ هو كويكب ضمن حزام الكويكبات؛ وترتيبه 7138 من حيث الاكتشاف.
اكتُشف هذا الجُرم الفلكي بواسطة هيروشي كانيدا في 15 يناير 1994.

## وصلات خارجية
- (7138) 1994 AK15 في قاعدة بيانات مختبر الدفع النفاث لأجرام النظام الشمسي الصغيرة

- الاكتشاف · مخطط المدار ·  العناصر المدارية · المعلمات المادية

- (7138) 1994 AK15 على موقع ويكي سكاي: DSS2, SDSS, GALEX, IRAS, Hydrogen α, X-Ray, Astrophoto, Sky Map, Articles and images